# Квинси, Сэйр, 1-й граф Уинчестер
Сэйр де Квинси (англ. Saer de Quincy; примерно 1165/70 — 3 ноября 1219 года под Дамиеттой, Египет) — англо-шотландский аристократ, 1-й граф Уинчестер с 1206 или 1207 года. Расширил семейные владения и получил от Джона Безземельного графский титул благодаря браку с представительницей рода Бомонов. Участвовал в Первой баронской войне на стороне оппозиции, попал в плен в битве при Линкольне, позже примирился с короной. Умер во время Пятого крестового похода.

## Биография
Сэйр де Квинси принадлежал к рыцарскому роду из графства Нортгемптоншир в Англии. Первый известный из источников представитель этой семьи — дед Сэйра (умер в 1156/57), носивший то же имя и владевший поместьем Лонг Бакли. Он женился на Матильде де Санлис, дочери Матильды Хантингдонской, благодаря чему расширил свои владения и стал близким родственником шотландских королей. Первый сын Сэйра-старшего, тоже Сэйр, упоминается в источниках как один из приближённых короля Англии Генриха II, а его сын с тем же именем был участником мятежа 1173 года и умер в 1192 году бездетным, оставив свои владения в шести графствах Англии дяде, сэру Роберту де Квинси. Последний (второй сын Сэйра-старшего и Матильды) обосновался в Шотландии. Он женился на Орабилис — дочери Несса, внучке Уильяма, лорда Лейшара в Файфе, которую иногда называют графиней Марской (остаётся неясным, были ли у неё реальные права на этот титул); благодаря этому браку Роберт получил земли в Файфе, Пертшире и Лотиане.
Будущий граф Уинчестер был единственным ребёнком сэра Роберта и Орабилис. Он родился примерно в 1165/70 году, надёжных данных о его жизни до 1190 года почти нет. В большинстве случаев до 1192 года, когда источники упоминают Сэйра де Квинси, они имеют в виду других членов семьи. Тем не менее известно, что в 1180-х — 1190-х годах Квинси заверил своей подписью ряд шотландских королевских актов, подтвердил пожалования родителей аббатству Ньюбаттл недалеко от Эдинбурга, сделал ценные подарки аббатствам Данфермлин и Камбускеннет. Примерно в 1190 году Квинси женился на Маргарет де Бомон, сестре крупного магната Роберта де Бомона, 4-го графа Лестера. С 1192 года, став наследником земель старшей ветви рода, Сэйр играл важную роль в политической жизни Англии. Семейные владения перешли к нему после смерти отца, которую историки датируют примерно 1197 годом или временем после 1200 года.
В 1197—1198 годах Квинси воевал во Франции под началом Ричарда Львиное Сердце, а после его смерти в апреле 1199 года признал королём Джона. В октябре 1200 года Сэйр сопровождал короля Шотландии Вильгельма Льва от границы до Линкольна и присутствовал при вассальной присяге Вильгельма Джону за английские владения. В 1202 году Квинси был в составе королевской армии, воевавшей в Нормандии с Артуром Бретонским и Филиппом Августом Французским; возможно, списание долгов Сэйра королю и еврейским ростовщикам, датированное 1202—1203 годами, было наградой за службу. Вместе с Робертом Фиц-Уолтером Квинси оборонял стратегически важный замок Водрей и сдал крепость весной 1203 года французскому королю без какого-либо сопротивления. В Англии его поведение вызвало всеобщее возмущение, а Джон в знак осуждения отказался вносить свой вклад в выкуп пленников.
Судьба Квинси резко изменилась в 1204 году, когда умер его бездетный шурин Роберт де Бомон, граф Лестер. Наследниками обширных земель Бомонов стали сёстры покойного Маргарет (жена Сэйра) и Амиция, жена Симона де Монфора. До окончательного раздела наследства Квинси управлял им и, по-видимому, выполнял обязанности главного стюарда Англии (эту должность традиционно занимали Бомоны). В 1207 году земли Лестера были разделены поровну между его зятьями; новым графом Лестера и главным стюардом стал Монфор, чья жена была старше, но для Квинси король создал титул графа Уинчестера, подтвердив таким образом его новый социальный статус. По альтернативной версии, графом Сэйр стал в 1206 году.
Летом 1209 года Сэйр был в составе посольства, отправившегося в Шотландию, в 1210 году он участвовал в ирландском походе короля. Возможно, именно граф Уинчестер возглавлял английский отряд, посланный в 1211 году на север, чтобы помочь шотландскому королю подавить восстание Гутреда Мак-Уильяма в Россе. Это было время зенита его карьеры и максимальной близости графа к Джону: между 1211 и 1214 годами Квинси занимал должность юстициария Англии, в 1212 году был аудитором казначейства и послом к племяннику Джона, императору Оттону IV, у которого он просил помощи против французского короля и папы. 15 мая 1213 года в Дувре граф заверил передачу Джоном короны папе римскому Иннокентию III, 4 марта 1215 года он был в числе лордов, принявших крест вместе с королём.
При всём этом у Сэйра были серьёзные претензии к короне. Он полагал, что был несправедливо лишён некоторых владений (в частности, замка Маунтсоррел в Лестершире), а потому оказался в рядах аристократической оппозиции. В начале апреля 1215 года граф отправился в Шотландию и призвал местного короля Александра II вмешаться в английские дела. Позже он был в числе двадцати пяти баронов, которые должны были следить за соблюдением Джоном условий, зафиксированных в Великой хартии вольностей. Когда король отверг хартию и началась Первая баронская война (октябрь 1215), Квинси и Генри де Богун, 1-й граф Херефорд, возглавили посольство во Францию, предложившее английскую корону принцу Людовику. Это предложение было принято, в дальнейшем Сэйр участвовал в боевых действиях. В отличие от многих других мятежников, он остался на стороне Людовика и после смерти Джона (октябрь 1216); в сражении при Линкольне 20 мая 1217 года он попал в плен и признал Генриха III королём, только когда французский принц отказался от своих претензий. После этого Квинси получил свободу, свои титулы и земли.
Граф Уинчестер принял участие в Пятом крестовом походе. Он отплыл из Англии весной 1219 года вместе с сыном Роджером, Робертом Фицуолтером и Уильямом Д’Обиньи, 3-м графом Арунделом. 3 ноября 1219 года Квинси умер во время осады Дамиетты в Египте. В соответствии с завещанием тело графа похоронили в Акре, а внутренние органы — в Англии, в аббатстве Гарендон.

## Семья
Сэйр де Квинси был женат примерно с 1190 года на Маргарет де Бомон, дочери Роберта де Бомона, 3-го графа Лестера, и Петрониллы (Пернель) де Гранмесниль. В этом браке родились:
- Роберт де Квинси (умер в 1217); он женился на Гевизе Честерской, графине Линкольн в своём праве, но умер при жизни отца и оставил только дочь, вместе с рукой которой титул графов Линкольна перешёл к роду Ласи[3];
- Роджер де Квинси, 2-й граф Уинчестер (умер в 1264 году)[2];
- Гевиза де Квинси[6], жена Хью де Вера, 4-го графа Оксфорда[7];
- Роберт де Квинси (умер в 1257)[3];
- Арабелла де Квинси, жена Ричарда Аркура[8].

На момент смерти Сэйр был одним из крупнейших англо-шотландских землевладельцев: ему принадлежали поместья в одиннадцати графствах Англии, а также в Пертшире, Файфе и Лотиане в Шотландии. Основная часть этих владений вместе с титулом графа Уинчестера перешла к Роджеру.